# Konrad Świrski

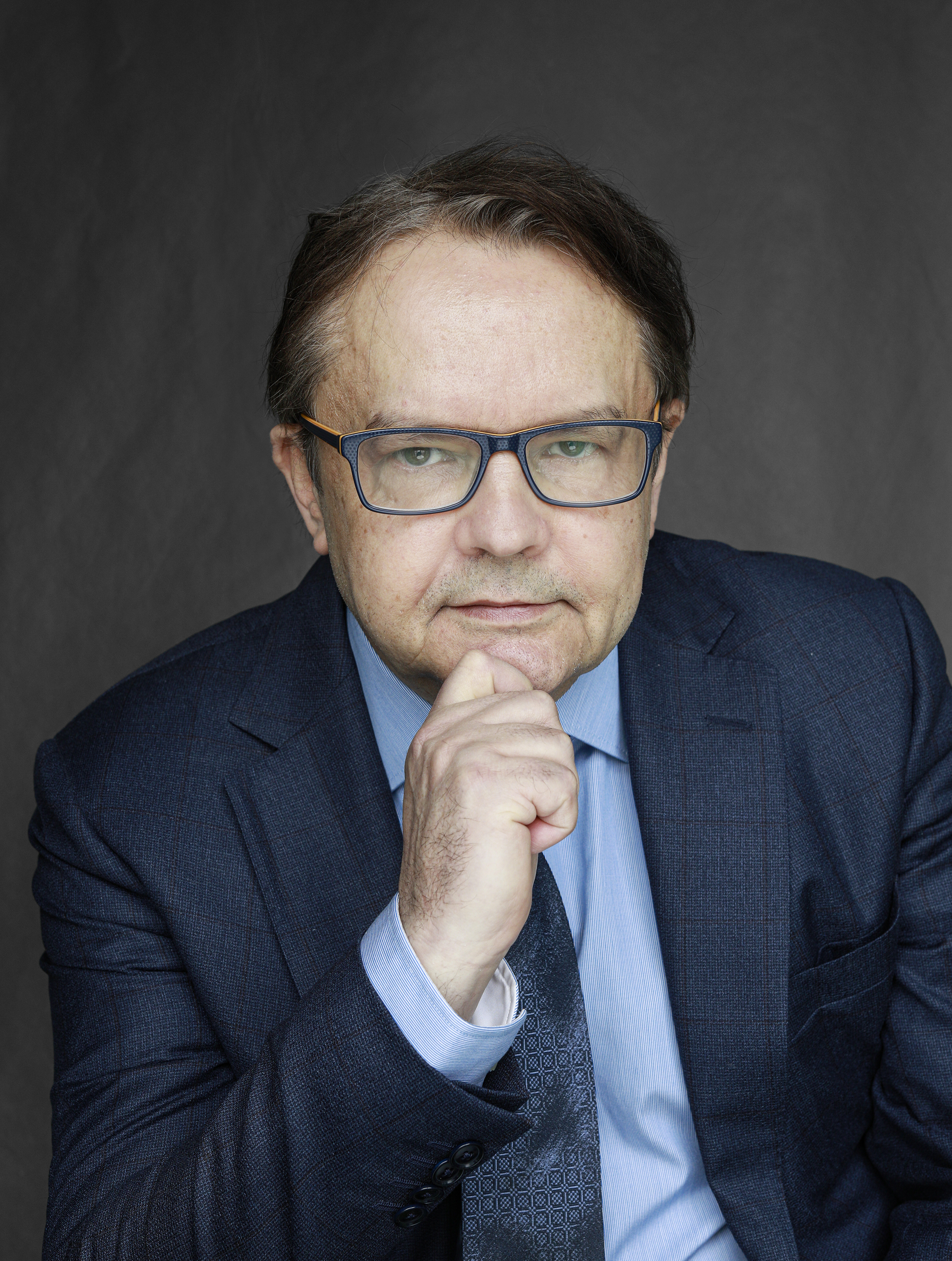

Konrad Świrski – prof. dr hab. inż. wykładowca Politechniki Warszawskiej i prezes firmy Transition Technologies działającej w branży IT.
Ekspert w dziedzinie zmian zachodzących na rynku energetycznym. Jego największą specjalnością są nowatorskie rozwiązania technologiczne dla sektorów energetyki, przemysłu i gazownictwa. Na swoim blogu eksperckim oraz w podcaście porusza bieżące tematy dotyczące transformacji energetycznej, nowych rozwiązań technologicznych, odnawialnych źródeł energii, energetyki jądrowej, handlu energią elektryczną, a także przemian na rynku IT. 
Od 30 lat związany ze środowiskiem akademickim jako pracownik Wydziału Mechanicznego Energetyki i Lotnictwa Politechniki Warszawskiej. Tam też w 1995 roku obronił pracę doktorską, a następnie w 2009 uzyskał stopień naukowy dr hab. a w 2016 tytuł profesora w dziedzinie nauk technicznych oraz budowy i eksploatacji maszyn. Dodatkowo, ukończył studia podyplomowe na Wydziale Socjologii Uniwersytetu Warszawskiego i 2-letnie studia MBA na Uniwersytecie Warszawskim i University of Illinois. Autor ponad 100 artykułów i prac badawczo-naukowych, członek szeregu zespołów doradczych i eksperckich oraz izb i stowarzyszeń gospodarczych. 
Od 1995 roku prezes firmy Transition Technologies S.A., gdzie w praktyce realizuje swoje zainteresowania związane z informatyką, automatyką i R&D. Prócz pierwszego na świecie wykorzystania sztucznych systemów immunologicznych do optymalizacji procesów przemysłowych, ma w swoim dorobku szereg innych polskich i europejskich patentów, a także kilkadziesiąt wdrożeń w Stanach Zjednoczonych, Azji i Europie. 
Prywatnie pasjonat greckiej kultury i literatury faktu.